# Cleome erosa
Cleome erosa là một loài thực vật có hoa trong họ Màng màng. Loài này được Urb. mô tả khoa học đầu tiên năm 1912.